# El Dorado (Arkansas)
El Dorado è un centro abitato (city) degli Stati Uniti d'America, situato nella contea di Union dello Stato dell'Arkansas. Nel 2009 la popolazione era di 19 604 abitanti.

## Geografia fisica
Secondo i rilevamenti dello United States Census Bureau, El Dorado si estende su una superficie di 16,32 km².